# Izosafrol
Izosafrolul este un compus organic utilizat în industria parfumurilor. Este derivat de fenilpropenă, fiind un compus aromatic. Aroma sa este similară cu cea de anason sau de lemn dulce. Se regăsește în cantitate mică în diferite uleiuri esențiale și este obținut în urma reacției de izomerizare a safrolului. Datorită dublei legături din catena laterală, prezintă izomeri cis și trans.
Este un precursor pentru obținerea de piperonal, derivatul său aldehidic. Poate fi transformat în MDMA, de aceea este considerat ca fiind precursor de droguri și este controlat legislativ.

## Izomerie
Datorită dublei legături din catena laterală, izosafrolul prezintă izomerie cis-trans, izomerii fiind (Z)-izosafrol (sau cis-izosafrol) și (E)-izosafrol (sau trans-izosafrol), forma sa mai stabilă.

(Z)-izosafrol cis-izosafrol α-izosafrol
(E)-izosafrol trans-izosafrol β-izosafrol

## Obținere
Izosafrolul este obținut în urma reacției de izomerizare a safrolului, reacție care se face în prezența unui hidroxid alcalin, la temperatura camerei și sub presiune:
O metodă alternativă presupune izomerizarea safrolului cu o soluție alcoolică de hidroxid de potasiu adusă la punctul de fierbere.